# Kpoba
Kpoba är en ort i Benin. Den ligger i den södra delen av landet, 110 km väster om huvudstaden Porto-Novo. Kpoba ligger 88 meter över havet och antalet invånare är 6 539.
Terrängen runt Kpoba är platt. Runt Kpoba är det tätbefolkat, med 308 invånare per kvadratkilometer.. Närmaste större samhälle är Aplahoué, 13,3 km norr om Kpoba.
Omgivningarna runt Kpoba är en mosaik av jordbruksmark och naturlig växtlighet.